# Línea 26 (EMT Madrid)
La línea 26 de la EMT de Madrid une la plaza de Tirso de Molina con la estación de Diego de León.

## Características

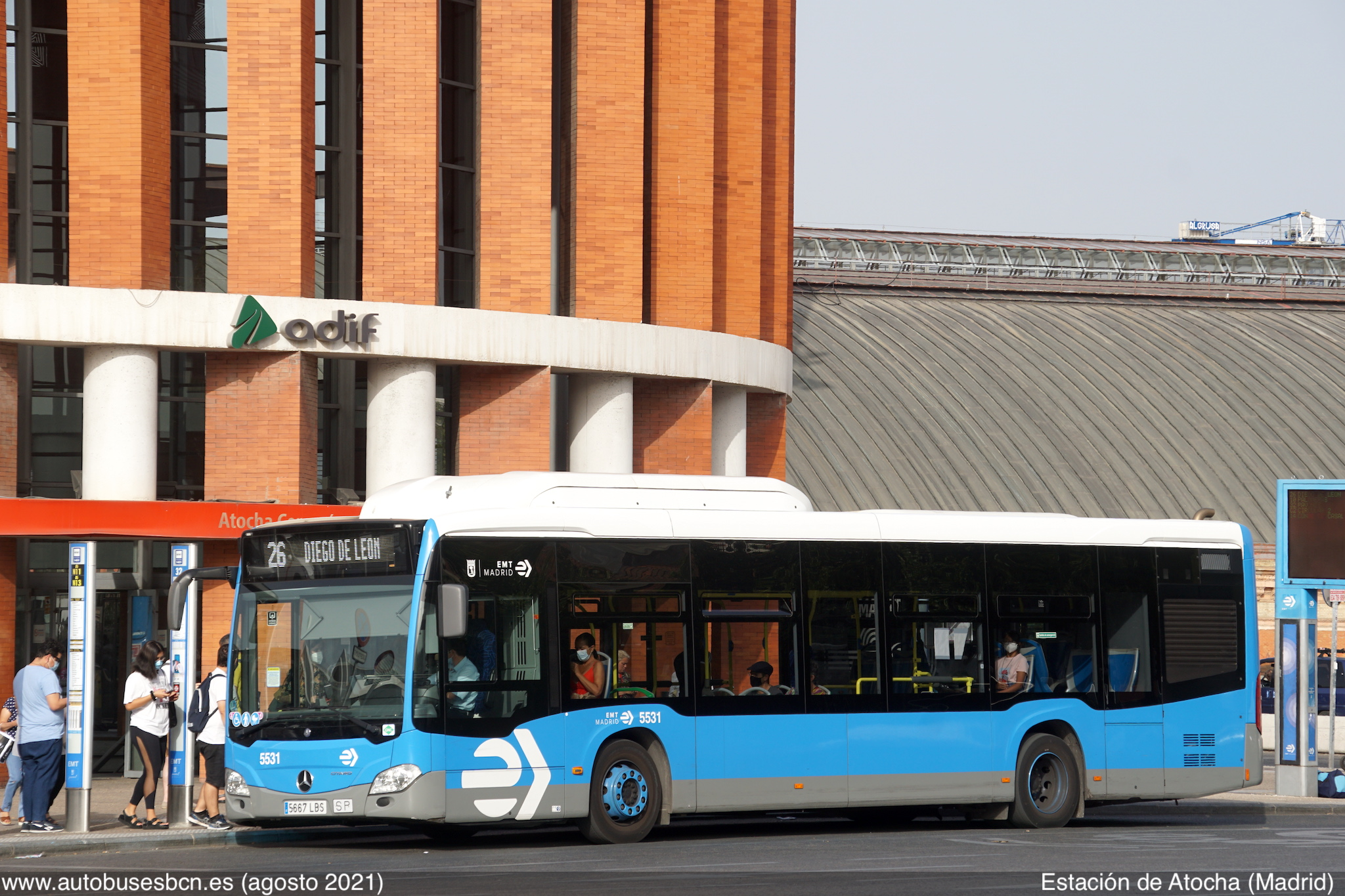
26 en la estación de Atocha, agosto de 2021.

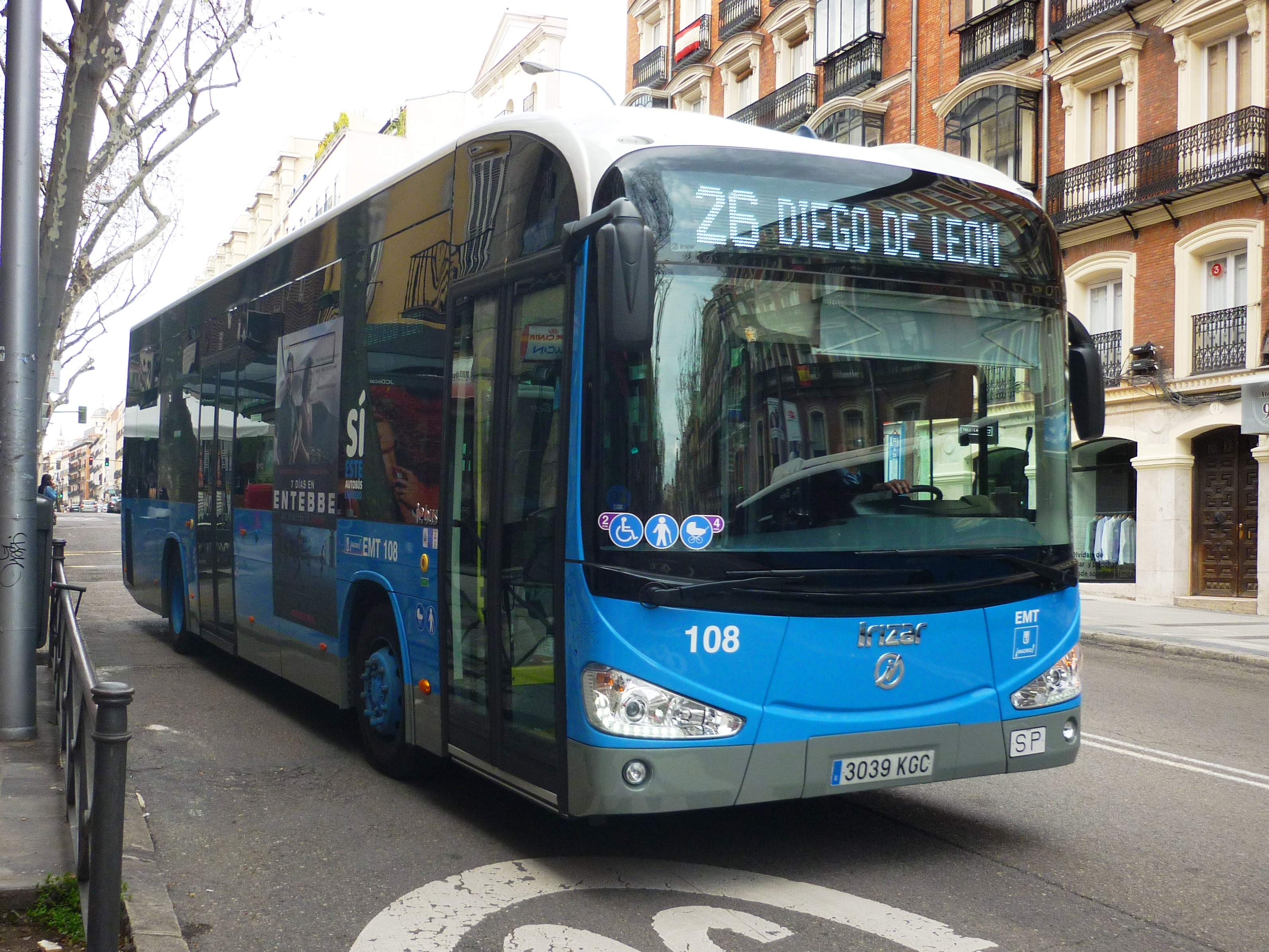
Autobús eléctrico en la 26 hacia Diego de León.

La línea comunica el centro de Madrid con este pequeño punto de confluencia de líneas de autobús y metro que es el entorno de la estación de Diego de León de Metro de Madrid. En su recorrido da comunica ejes como la Avenida de Menéndez Pelayo, la calle de Narváez o Conde de Peñalver entre sí y con el centro. La línea tiene circuito neutralizado (Jacinto Benavente > Tirso de Molina).
La línea se inauguró el 11 de septiembre de 1958, y venía a reemplazar las líneas de tranvías 52 y 70 que en ese día fueron suprimidas.

### Frecuencias
| Lunes a viernes laborables |               |
| De 6:00 a 8:00             | 8-15 minutos  |
| De 8:00 a 20:00            | 8-11 minutos  |
| De 20:00 a 23:00           | 10-22 minutos |
| Sábados laborables         |               |
| De 6:00 a 10:00            | 13-26 minutos |
| De 10:00 a 19:00           | 13-18 minutos |
| De 19:00 a 23:00           | 16-26 minutos |
| Domingos y festivos        |               |
| De 7:00 a 10:00            | 13-20 minutos |
| De 10:00 a 20:00           | 13-18 minutos |
| De 20:00 a 23:00           | 18-25 minutos |

## Recorrido y paradas
NOTA: Debido a las obras de ampliación de la línea 11 de Metro, las paradas sombreadas en naranja sustituyen a aquellas sombreadas en rojo.

### Sentido Diego de León
La línea inicia su recorrido en la Plaza de Tirso de Molina. Desde aquí se dirige hacia el este por la calle de la Magdalena hasta incorporarse a la calle de Atocha, por la que baja hasta la Plaza del Emperador Carlos V, en la cual sale por el Paseo de la Infanta Isabel.
Recorre este Paseo y su continuación (Paseo de la Reina Cristina) enteros hasta la Plaza de Mariano de Cavia, donde gira a la izquierda y toma la Avenida de Menéndez Pelayo. Circulando por esta avenida pasa junto al Parque del Retiro, hasta que gira a la derecha por la calle Doce de Octubre, girando enseguida a la izquierda por la calle Narváez.
A continuación la línea recorre la calle Narváez entera y su continuación natural, la calle del Conde de Peñalver, al final de la cual tiene su cabecera junto a los accesos a la estación de Diego de León y en la intersección con la calle homónima y la calle de Francisco Silvela.
| Código | Parada                                   | Común con                               | Conexiones con Metro y Cercanías | Otros |
| ------ | ---------------------------------------- | --------------------------------------- | -------------------------------- | ----- |
| 1919   | TIRSO DE MOLINA (frente Nº 16)           | 6 32 M1                                 | Tirso de Molina                  |       |
| 1921   | Antón Martín                             | 6 32                                    | Antón Martín                     |       |
| 1922   | Desamparados                             | 6 32                                    |                                  |       |
| 1924   | Prado-Atocha                             | 6 32                                    | Estación del Arte                |       |
| 1401   | Estación de Atocha                       | 10 14 32 37 C2                          | Atocha                           |       |
| 2046   | Basílica de Atocha                       | 10 14 32 C2 VAC-246                     |                                  |       |
| 1402   | Basílica de Atocha                       | 10 14 24 32 37 54 57 C2 102 141 VAC-246 |                                  |       |
| 2048   | Reina Cristina                           | 10 14 32 C2                             |                                  |       |
| 2210   | Mariano de Cavia                         | 63 152 C2                               |                                  |       |
| 2212   | Plaza Niño Jesús                         | 63 152 C2                               |                                  |       |
| 817    | Hospital Niño Jesús                      | 20 63 152 C2                            |                                  |       |
| 2214   | Narváez-Doce de Octubre                  | 61 63 C2                                |                                  |       |
| 2157   | Narváez-Ibiza                            | 2 15 61 63 215 C2                       | Ibiza                            |       |
| 2155   | O Donnell-Narváez                        | 15 61 63 215 C2                         |                                  |       |
| 2215   | Felipe II                                | 61 E4 E5                                | Goya                             |       |
| 2217   | Conde de Peñalver-Alcalá                 | 61                                      |                                  |       |
| 2219   | Conde de Peñalver-Ayala                  | 61                                      |                                  |       |
| 2221   | Lista                                    | 61                                      | Lista                            |       |
| 2223   | DIEGO DE LEÓN (C/ Conde de Peñalver, 96) |                                         | Diego de León                    |       |

### Sentido Tirso de Molina
La línea inicia su recorrido en la calle del Conde de Peñalver junto a la estación de Diego de León, punto desde el cual cambia de sentido para tomar esta vía dirigiéndose al sur.
El recorrido es igual a la ida pero en sentido contrario, exceptuando que la línea circula por la calle Alcalde Sainz de Baranda excepto Doce de Octubre para tomar la Avenida de Menéndez Pelayo, hasta llegar a la intersección de la calle Atocha con la calle de la Magdalena.
En este punto, la línea continúa por la calle Atocha hasta llegar a la Plaza de Jacinto Benavente, donde gira a la izquierda por la calle Conde de Romanones para bajar hasta la Plaza de Tirso de Molina, donde acaba su recorrido.
| Código | Parada                                   | Común con                       | Conexiones con Metro y Cercanías | Otros |
| ------ | ---------------------------------------- | ------------------------------- | -------------------------------- | ----- |
| 2223   | DIEGO DE LEÓN (C/ Conde de Peñalver, 96) |                                 | Diego de León                    |       |
| 3807   | Metro Diego de León                      |                                 | Diego de León                    |       |
| 2222   | Lista                                    | 61                              | Lista                            |       |
| 2220   | Conde de Peñalver-Ayala                  | 61                              |                                  |       |
| 2218   | Conde de Peñalver-Alcalá                 | 61                              |                                  |       |
| 2216   | Felipe II                                | 61                              | Goya                             |       |
| 2154   | O'Donnell-Narváez                        | 15 61 63 215 C1                 |                                  |       |
| 2156   | Narváez-Ibiza                            | 15 61 63 215 C1                 | Ibiza                            |       |
| 814    | Menéndez Pelayo-Sáinz de Baranda         | 20 63 152 C1                    |                                  |       |
| 816    | Hospital Niño Jesús                      | 20 63 152 C1                    |                                  |       |
| 2213   | Plaza Niño Jesús                         | 63 152 C1                       |                                  |       |
| 2211   | Mariano de Cavia                         | 152 C1                          |                                  |       |
| 2049   | Reina Cristina                           | 10 14 32 C1                     |                                  |       |
| 2047   | Basílica de Atocha                       | 10 14 32 C1 VAC-246             |                                  |       |
| 1405   | Metro Menéndez Pelayo                    | 10 14 24 32 37 54 57 C1         | Menéndez Pelayo                  |       |
| 1403   | Basílica de Atocha                       | 10 14 24 32 37 54 57 C1 VAC-246 |                                  |       |
| 2045   | Estación de Atocha                       | 10 14 32 C1                     | Atocha                           |       |
| 2044   | Ministerio de Agricultura                | 32 37                           |                                  |       |
| 1925   | Prado-Atocha                             | 6 32                            | Estación del Arte                |       |
| 1923   | Desamparados                             | 6 32                            |                                  |       |
| 1920   | Antón Martín                             | 6 32                            | Antón Martín                     |       |
| 1918   | Benavente                                | 6 32 65                         |                                  |       |
| 1919   | TIRSO DE MOLINA (frente Nº 16)           | 6 32 M1                         | Tirso de Molina                  |       |

## Galería de imágenes

Mapa zonal de la estación de Diego de León con los accesos al Metro y los recorridos de los autobuses de la EMT que pasan por ella.
Mapa zonal de la estación de Lista con los recorridos de las líneas de autobuses, entre las que aparece el 26.
Mapa de la Plaza de Jacinto Benavente con los recorridos de los autobuses de la EMT que pasan por ella.